# Антоније Сардски
Антоније Сардски је хришђански светитељ, епископ града Сарда (у Малој Азији).
Живео је у време Цариградског патријарха Николаја Мистика (912-925 г.). Сачувана су писма која су писали једно другом.
Спомиње се и у Синајском рукописном минеју број 631 (из 10-11 века), где има заједнички канон са светим мучеником Лупом.
Православна црква га спомиње 23. августа (5. септембра).